# Rhammatocerus peragrans
Rhammatocerus peragrans är en insektsart som först beskrevs av Carl Stål 1861.  Rhammatocerus peragrans ingår i släktet Rhammatocerus och familjen gräshoppor. Inga underarter finns listade i Catalogue of Life.